# Митаннийский арийский язык
Митаннийский арийский язык — индоевропейский субстрат, обнаруженный в текстах древнего царства Митанни. Название «митаннийский арийский» используется во избежание путаницы, так как основным и официальным языком царства был хурритский язык. Индоевропейские глоссы в языке Митанни представляют собой следующие группы понятий:
- имена собственные правителей Митанни;
- имена божеств, характерные для праиндоиранской религии;
- термины для коневодства.

## Генетические связи
Употребление индоевропейских имён правителей, наряду со вторыми хурритскими, а также включение индоиранских божеств в тексты в качестве гарантов клятв представителей династии Митанни, объясняется их происхождением из народа, для которого митаннийский арийский язык был родным. Наиболее вероятной родиной династии представляется район около озера Урмия в Северо-Западном Иране (современный Иранский Азербайджан, остан Западный Азербайджан). В конце 2-го тысячелетия до н. э. там существовали пока малоизученные города-государства, в начале 1-го тысячелетия до н. э. — царство Манна, впоследствии эту область греческие историки и географы второй половины 1-го тысячелетия до н. э. называли Матиеной или Матианой, топоним сохранялся до Средневековья. Ко всему прочему отсюда считается, что сам термин Митанни обозначал собственно династию (или одно из племён) и лишь впоследствии стал синонимом царства, которое очевидно изначально называлось Ханигальбат, как это следует из ассирийских источников.
Существует полемика как по принадлежности к отдельным группам (индоарийская или иначе индийская, иранская, нуристанская) индоиранской ветви индоевропейской семьи языков, так и по характеру языка и о народах-носителях. Источники сходятся лишь в значительном архаизме, возможной близости к праиндоиранскому языку, иногда не позволяющем однозначно говорить о принадлежности к отдельным (ныне существующим) группам. Само обнаружение лексики в древних ближневосточных текстах середины 2-го тысячелетия до н. э. (задолго до прибытия в регион древних иранцев) вызвало сенсацию в научном мире. Впоследствии это не раз приводило к различным спекуляциям.
До середины XX века дискуссия отсутствовала, равно как и строго оформленные теории. Немецкая исследовательница А. Камменхубер показывала (1968), что все индоиранские термины и имена собственные, выявленные в митаннийской традиции, отражают не индоиранское, а хурритское произношение. И тогда вероятно ко времени употребления этих терминов в текстах сам язык являлся мёртвым, либо не употреблялся в пределах царства. Поддержка её выводов И. М. Дьяконовым (1970) была неожиданной (ввиду их противостояния по поводу родства древних хуррито-урартских и современных северокавказских языков). Отчасти это подтверждало предположение Н. Д. Миронова (1933) о значительном архаизме языка ввиду ранней миграции. Австрийский лингвист М. Майрхофер (1974) и англичанин П. Мури (1970) привели критику выводов А. Камменхубер и уточнили принадлежность языка к индоарийской группе, охарактеризовав его либо как предкового для группы либо как ближайше родственного. Обзор полемики в СССР и России проводили Е. Е. Кузьмина и Л. С. Клейн. Последний находил доводы М. Майрхофера и П. Мури убедительными и включал их в собственную концепцию исследований в области индоевропеистики, в частности добавляя в ряд индоевропейских пришельцев на Древнем Ближнем Востоке и касситов.
Серьёзный анализ языка провела группа советских учёных во главе с И. М. Дьяконовым. Спорным, по их мнению, остаётся вопрос о положении данного языка, сохранённого глоссами, внутри группы индоиранских языков. В собранном материале они не обнаруживали черт, характерных для иранских языков, в то же время видели черты, архаичные уже для индийских ведийских текстов, но и черты, заведомо возникшие в языках индийской ветви лишь в 1-м тысячелетии до н. э. и отсутствующие в санскрите. Вывод из этих данных может быть различен:
1. «митаннийский арийский» — очень древний язык индийской ветви, однако уже выработавший некоторые черты, возникшие в других индийских диалектах лишь позже;
2. «митаннийский арийский» — это диалект будущих иранских племён, но относящийся ко времени до выработки фонетических особенностей, отделивших иранскую ветвь от индийских, — и, однако, имеющий уже и некоторые позднейшие, всё-таки неиранские черты;
3. «митаннийский арийский» принадлежит к ветви, промежуточной между иранской и индийской, а именно к дардо-кафирской.

Эта ветвь (нуристанская, образующая с дардскими языковой союз, которые в настоящее время обычно не считаются отдельной группой и включаются в индийские как подгруппа), сохранившаяся ныне лишь в северо-восточном Афганистане, Пакистане и в Кашмире, считается специалистами первой по времени выделения из индоиранской общности и по времени переселения в ирано-индийский регион; поэтому вполне возможно, что диалекты этой ветви имели вначале более широкое распространение в Иране, пока не были вытеснены позднейшими волнами собственно ираноязычных племён, появившихся здесь не позже последних веков 2-го тысячелетия до н. э. Именно это решение, по их мнению, удовлетворяет всем отличительным признакам «митаннийского арийского», отмечая при этом, что индоиранизмы в культуре, языке и именах собственных обнаруживаются только у хурритов митаннийской группы: их нет в ранних хурритских надписях из Уркеша, нет ни в Алалахе близ устья реки Оронт, ни в Киццувадне, ни в богазкёйском архиве (исключая дипломатические договоры с Митанни), ни в Аррапхэ.

## Примеры употребления
В договоре между хеттским царём Суппилулиумой I и митаннийским царём Мативаца ок. 1380 г. до н. э. упоминаются божества Митра, Варуна, Индра и Насатья (Ашвины). В тексте Киккули об обучении лошадей упоминаются такие термины, как aika (санскр. eka, один), tera (санскр. tri, три), panza (pancha, пять), satta (sapta, семь), na (nava, девять), vartana (vartana, круг). Числительное aika (один) — особо важный указатель на то, что митаннийский арийский язык был ближе к индоарийским языкам, чем к другим языкам арийской ветви.
Ещё в одном тексте упоминаются слова babru (санскр. babhrú, коричневый), parita (palita, серый) и pinkara (pingala, красный).
Отдельные заимствования из митаннийско-арийского проникли в середине 2-го тысячелетия до н. э. даже в аккадский язык: babrunnu «масть лошади» (ср. выше), magannu «дар» (др.-инд. maghá), susānu «тренер лошадей» (др.-инд. aśvá sani), mariannu «колесничий» (ср. др.-инд. márya «молодой человек»). Последняя этимология, однако, оспаривается рядом исследователей, в частности, И. М. Дьяконовым и С. А. Старостиным. Согласно их работам термин марианна — чисто хуррито-урартский (северокавказский), а не происходит от древнеиндийского марья — «муж, юноша», доказывая это не только наличием хорошей северокавказской этимологии этого слова, но и тем, что институт марианна существовал не только у митаннийцев, испытавших индоиранское влияние, но и у всех хурритов вообще, включая Алалах и Аррапхэ.